# Contea di Sayn-Wittgenstein-Wittgenstein
Il Sayn-Wittgenstein-Wittgenstein era una contea del Sauerland, in Germania.  Era una partizione del Sayn-Wittgenstein, comprendente la parte meridionale della Contea di Wittgenstein.  Nel 1657 fu divisa nel Sayn-Wittgenstein-Hohenstein e nel Sayn-Wittgenstein-Vallendar che si riunificarono nel 1775. Nel 1806 finì tutto all’Assia.

## Conti di Sayn-Wittgenstein-Wittgenstein
- Luigi II (1607-1634)
- Giovanni (1343-1657)

| Controllo di autorità | VIAF (EN) 248701862 · GND (DE) 4350185-0 |